# بوستون (تگزاس)
بوستون، تگزاس (انگلیسی: Boston, Texas) یک محدوده ثبت نشده در بین شهرستان بویی، تگزاس در تگزاس ایالات متحده آمریکا و تکسارکنا، تگزاس و تکسارکنا، آرکانزاس است و در منطقه شهری قرار دارد و زیپ‌کد آن ۴۰۳ و ۹۰۳ و کدپستی ۷۵۵۷۰ است. جمعیت آن به موجب سرشماری ۱۹۹۰ قریب به۲۰۰ نفر بوده‌است.